# Rio Largo
Rio Largo là một đô thị là một đô thị ở bang Alagoas, tọa lạc trong vùng vùng đô thị Maceió.